# Combustível neutro em carbono
Combustível neutro em carbono é o combustível que não produz emissões líquidas de gases de efeito estufa ou pegada de carbono. Na prática, isso geralmente significa combustíveis que são feitos usando dióxido de carbono (CO2) como matéria-prima. Combustíveis neutros em carbono podem ser agrupados em combustíveis sintéticos, que são feitos pela hidrogenação química do dióxido de carbono, e biocombustíveis, que são produzidos usando processos naturais que consomem CO2, como a fotossíntese.

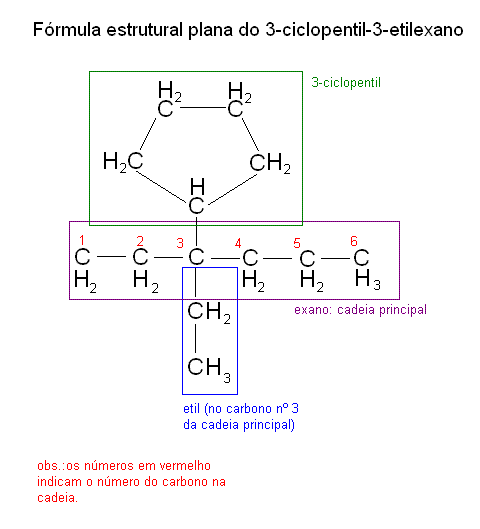
Estrutura de um hidrocarboneto. Essencial para a formação de combustíveis neutros em carbono.

O dióxido de carbono usado para fazer combustíveis sintéticos pode ser captado diretamente do ar, reciclado dos gases de combustão e exaustão das usinas de energia ou derivado do ácido carbônico na água do mar. Exemplos comuns de combustíveis sintéticos incluem amônia e metano, embora hidrocarbonetos mais complexos, como gasolina e combustível de aviação também tenham sido sintetizados artificialmente com sucesso. Além de serem neutros em carbono, esses combustíveis renováveis podem aliviar os custos e os problemas de dependência de combustíveis fósseis importados sem exigir eletrificação da frota de veículos ou conversão para hidrogênio e outros combustíveis, permitindo veículos compatíveis e acessíveis. Para ser verdadeiramente neutra em carbono, qualquer energia necessária para o processo deve ser livre de emissões, como as energias renováveis ou a energia nuclear.
Se a combustão dos combustíveis neutros em carbono estiver sujeita à captura de carbono na chaminé, resultará em emissão negativa de dióxido de carbono e, portanto, poderá constituir uma forma de remediação de gases do efeito estufa. As emissões negativas são amplamente consideradas um componente indispensável dos esforços para limitar o aquecimento global, embora as tecnologias de emissões negativas atualmente não sejam economicamente viáveis para empresas do setor privado. É provável que os créditos de carbono desempenhem um papel importante para os combustíveis carbono-negativos.

## Produção de hidrocarbonetos sintéticos

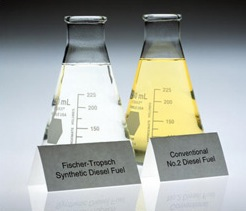
diesel vs bio diesel

Hidrocarbonetos sintéticos podem ser produzidos em reações químicas entre dióxido de carbono, que pode ser captado de usinas de energia ou do ar, e hidrogênio. O combustível, muitas vezes referido como eletrocombustível, armazena a energia que foi usada na produção do hidrogênio.
O combustível de hidrogênio é tipicamente formado após a eletrólise da água em um processo de potência a gás.  Para minimizar as emissões, a eletricidade é produzida usando uma fonte de energia de baixa emissão, como energia eólica, solar ou nuclear.
Através da reação de Sabatier, o metano pode ser produzido, podendo ser armazenado a fim de ser queimado posteriormente em usinas que usam gás natural sintético, transportado por gasoduto, caminhão ou navio-tanque, ou ser usado em processos de gás para líquidos, como o Processo de Fischer–Tropsch para produzir combustíveis tradicionais para transporte ou aquecimento.
Existem mais alguns combustíveis que podem ser criados usando hidrogênio. O ácido fórmico, por exemplo, pode ser feito por reação do hidrogênio com CO2. Isso produz isobutanol.
O metanol pode ser feito a partir de uma reação química envolvendo uma molécula de dióxido de carbono com três moléculas de hidrogênio para produzir metanol e água. A energia armazenada pode ser recuperada queimando o metanol, liberando dióxido de carbono, água e calor. O metano pode ser produzido em uma reação semelhante. Precauções especiais contra vazamentos de metano são importantes, pois o metano é quase 100 vezes mais potente que o CO2, considerando o potencial de aquecimento global de 20 anos. Mais energia pode ser usada para combinar metanol ou metano em moléculas maiores de combustível de hidrocarboneto.
Os pesquisadores também sugeriram o uso de metanol para produzir éter dimetílico. Este combustível pode ser usado como substituto do diesel devido à sua capacidade de auto-inflamação sob alta pressão e temperatura. Já está sendo usado em algumas áreas para aquecimento e geração de energia. Não é tóxico, mas deve ser armazenado sob pressão. Hidrocarbonetos maiores e etanol também podem ser produzidos a partir de dióxido de carbono e hidrogênio.
Todos os hidrocarbonetos sintéticos são geralmente produzidos em temperaturas de 200 a 300 °C, e a pressões de 20 a 50 bar. Catalisadores são geralmente usados para melhorar a eficiência da reação e criar o tipo desejado de combustível de hidrocarboneto. Tais reações são exotérmicas e usam cerca de 3 mol de hidrogênio por mol de dióxido de carbono envolvido. Eles também produzem grandes quantidades de água como subproduto.